# Vanessa Redgrave
Pour les articles homonymes, voir Redgrave.
Vanessa Redgrave [vəˈnɛsə ˈɹɛdɡɹeɪv] est une actrice britannique née le 30 janvier 1937 à Londres (Angleterre). Tout au long d'une carrière s'étendant sur plus de 60 ans, elle a reçu de nombreuses distinctions, dont un Oscar, un Tony Award, deux Primetime Emmy Awards et un Laurence Olivier Award, faisant d'elle l'une des rares interprètes à avoir remporté la triple couronne de l'acteur (en). Elle a également reçu divers prix honorifiques, notamment le BAFTA Fellowship, le Lion d'or d'honneur, et une intronisation au American Theater Hall of Fame (en),.
Elle fait ses débuts d'actrice sur scène avec la production A Touch of the Sun (en) en 1958. Elle se fait connaître en 1961 en interprétant Rosalinde dans la comédie shakespearienne Comme il vous plaira avec la Royal Shakespeare Company et a depuis joué dans de nombreuses productions de West End et de Broadway. Elle remporte le Laurence Olivier Award de l'actrice de l'année dans une reprise pour Les Papiers d'Aspern (1984) et est nommée au même prix pour La Marque du poète (1988), John Gabriel Borkman (1997), et The Inheritance (en) (2019). Elle remporte le Tony Award de la meilleure actrice dans une pièce pour la reprise du Long Voyage vers la nuit (2003). Elle reçoit des nominations aux Tony pour L'Année de la pensée magique (2007) et Miss Daisy et son chauffeur (en) (2011).
Redgrave fait ses débuts au cinéma aux côtés de son père dans le drame médical Behind the Mask (1958), et se fait connaître avec la satire Morgan (1966), qui lui vaut la première de ses six nominations aux Oscars, remportant celui de la meilleure actrice dans un second rôle pour Julia (1977). Ses autres nominations concernent Isadora (1968), Marie Stuart, reine d'Écosse (1971), Les Bostoniennes (1984), et Retour à Howards End (1992). Parmi ses autres films figurent Un homme pour l'éternité (1966), Blow-Up (1966), Camelot (1967), Les Diables (1971), Le Crime de l'Orient-Express (1974), Agatha (1979), Prick Up Your Ears (1987), Mission impossible (1996), Venus (2006), Reviens-moi (2007), Ennemis jurés (2011), et Foxcatcher (2014).

## Biographie
Née en 1937 à Londres,, Vanessa Redgrave appartient à une longue lignée d'artistes : ses parents étaient les acteurs Michael Redgrave (1908-1985) et Rachel Kempson (1910-2003). Sa sœur Lynn (1943-2010), son frère Corin (1939-2010), et la fille de celui-ci, Jemma Redgrave, nièce de Vanessa Redgrave, sont comédiens ou comédiennes. Ses deux filles Natasha Richardson (1963-2009) et Joely Richardson (née en 1965) sont également actrices.
Vanessa Redgrave entre à la Central School of Speech and Drama en 1954, avec comme camarade de classe Judi Dench. Dans les années 1960 et 1970, elle devient l'une des « muses » du cinéma anglais, collaborant à plusieurs reprises avec Tony Richardson (son futur mari) et Karel Reisz, deux des grands représentants du free cinema. Elle est surtout connue du public international pour ses rôles dans Blow-Up (1966) de Michelangelo Antonioni et Les Diables (1971) de Ken Russell, film sur l'affaire des démons de Loudun.
Elle obtient deux fois le prix d'interprétation féminine au Festival de Cannes : en 1966 pour Morgan et en 1969 pour Isadora, deux films signés Karel Reisz. Dans le second, elle tient le rôle de la chorégraphe et danseuse américaine Isadora Duncan.
En 1977, elle incarne le rôle titre du drame d'entre-deux-guerres Julia de Fred Zinnemann. Le film se concentre sur la relation entre son personnage, une militante antinazie, et son amie, la romancière Lillian Hellman incarnée par Jane Fonda. Le producteur du film Richard Roth déclare au sujet des actrices : « C'était une symétrie parfaite[...]Les deux femmes de gauche les plus célèbres des années 1970 jouant deux femmes de gauche des années 1930. »,. Durant le tournage, l'actrice vit avec un couple d'étudiants palestiniens qui lui a donné l'envie de produire le documentaire The Palestinian (en) qu'elle narre également. À la suite du documentaire, l'actrice est fortement critiquée de la part de la Jewish Defense League qui menace de boycotter 20th Century Studios si le studio ne dénonce pas les actes de l'actrice et promet de ne plus l'engager. Pour sa prestation, l'actrice est récompensée par l'Oscar de la meilleure actrice dans un second rôle durant la 50e cérémonie des Oscars. Lorsqu'elle reçoit sa statuette, elle déclare : « Je pense que Jane Fonda et moi avons fait le meilleur travail de nos vies, et je pense que c'est en partie grâce à notre directeur, Fred Zinnemann[...]Vous devriez être très fiers qu'au cours des dernières semaines, vous ayez tenu bon et que vous ayez refusé de vous laisser intimider par les menaces d'un petit groupe de voyous sionistes dont le comportement est une insulte à la stature des Juifs partout dans le monde, et à leur grand et héroïque bilan de lutte contre le fascisme et l'oppression. »,.
En mars 2017 elle est invitée à danser lors de la quatrième semaines de la 12e saison du programme phare de la Rai 1 en Italie, Ballando con le stelle, au côté de son mari Franco Nero.
Elle réalise son premier film en 2017, le documentaire Sea Sorrow centré sur les enfants réfugiés durant la crise migratoire en Europe de 2015.

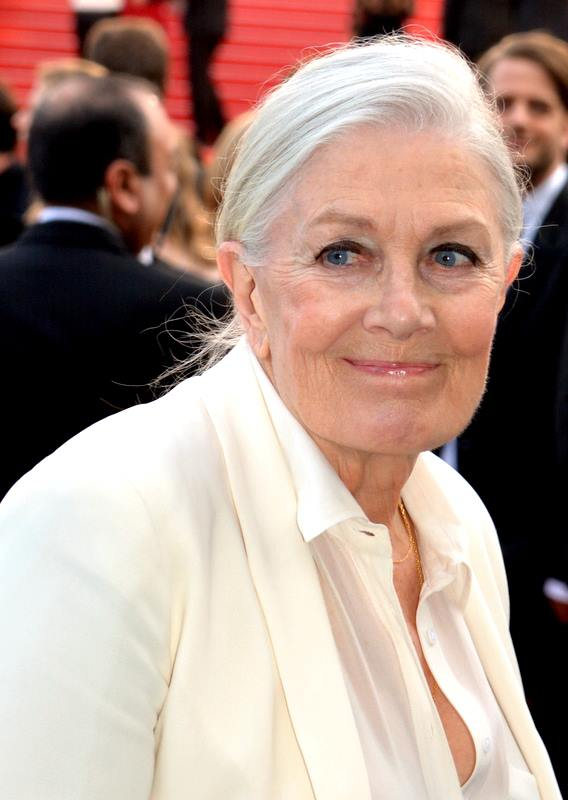
Vanessa Redgrave à Cannes, 2016.

Lors de la Mostra de Venise 2018, elle reçoit le Lion d'or pour la carrière.

### Vie privée
Membre de la famille Redgrave, elle est la fille de Michael Redgrave et Rachel Kempson, la sœur de Lynn Redgrave et Corin Redgrave, l'épouse de l'acteur italien Franco Nero, la mère des actrices Joely Richardson et Natasha Richardson et du scénariste et réalisateur Carlo Nero, la tante de l'actrice britannique Jemma Redgrave, la belle-mère de l'acteur Liam Neeson et du producteur de films Tim Bevan, et la grand-mère de Daisy Bevan (en), Micheál Richardson (en) et Daniel Neeson.
Vanessa Redgrave a été mariée de 1962 à 1967 au réalisateur Tony Richardson (1928-1991), le père de ses filles, qui la quitte pour Jeanne Moreau. La même année, elle rencontre sur le tournage du film Camelot le comédien italien Franco Nero avec lequel elle a, deux ans plus tard, un fils, l'écrivain et réalisateur Carlo Nero. Elle entretient par la suite une longue relation avec l'acteur Timothy Dalton. En 2006, elle épouse Franco Nero, près de quarante ans après leur première liaison.

### Engagements politiques
Vanessa Redgrave est également connue au Royaume-Uni pour son engagement à l'extrême gauche. Elle et son frère Corin ont, dans les années 1970, contribué à financer le Workers' Revolutionary Party, un parti trotskiste dirigé par Gerry Healy. Vanessa Redgrave a été candidate de ce parti à diverses élections. Après la scission du Workers' Revolutionary Party en 1985, Vanessa et Corin Redgrave sont demeurés proches de Healy et ont participé aux activités du Marxist Party, le nouveau mouvement fondé par ce dernier.
Le militantisme de Vanessa Redgrave en faveur de la Palestine lui a par ailleurs valu certains démêlés avec des associations juives américaines. En 1978, son discours de remerciements à la 50e cérémonie des Oscars, où elle remporte l'Oscar du meilleur second rôle féminin, fait sensation lorsqu'elle y dénonce ouvertement le sionisme et l'attitude des associations pro-israéliennes qui avaient appelé à boycotter la soirée après l'annonce de sa présence. Elle est huée par une partie de l'assistance et vertement critiquée quelques minutes plus tard par Paddy Chayefsky, remettant de l'Oscar du meilleur scénario original. Devant le bâtiment où se déroule la soirée éclate une manifestation où se mélangent pro et anti-palestiniens, dispersée par une escouade de police. Des effigies de la comédienne sont même brûlées.

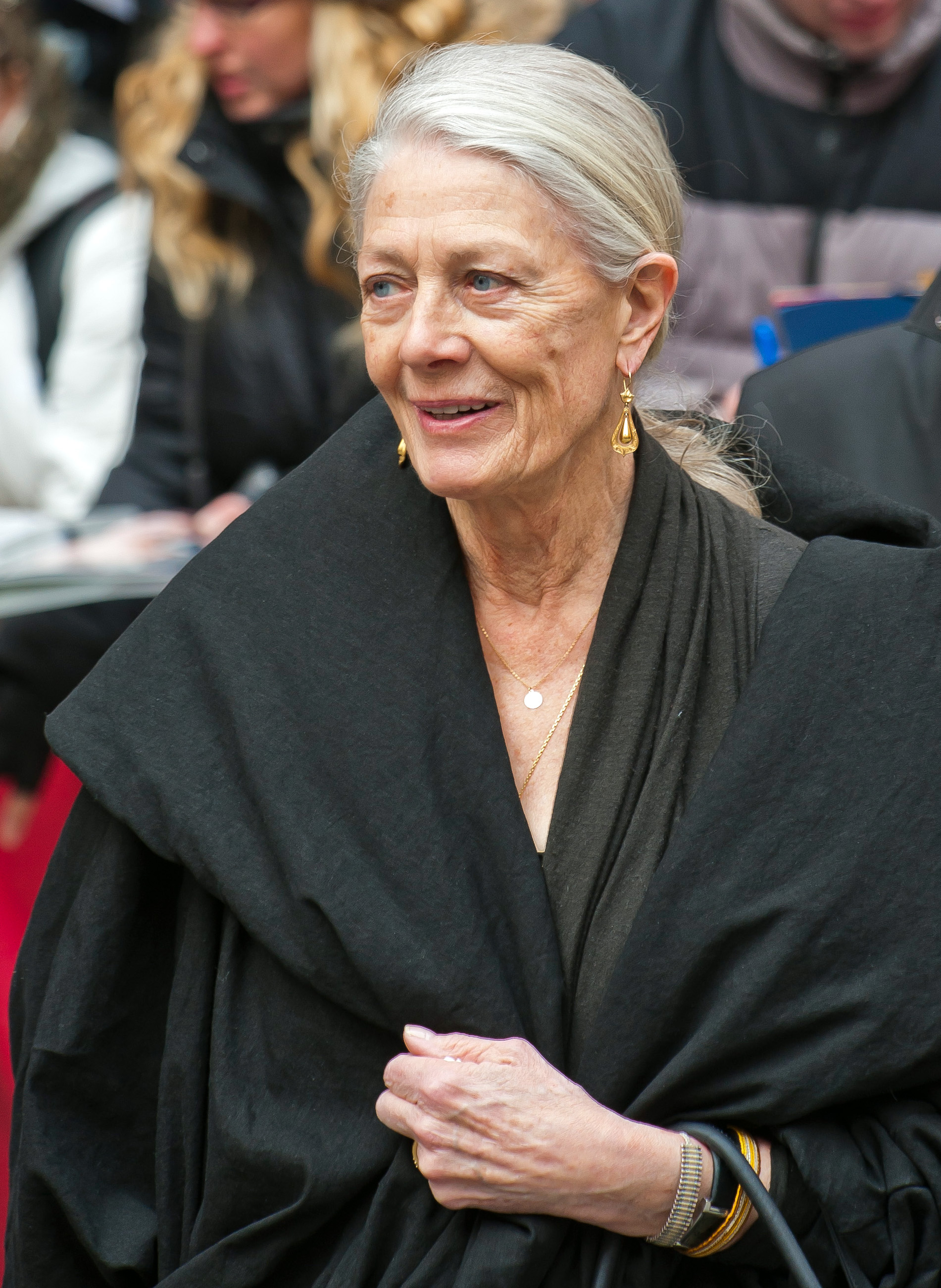
Vanessa Redgrave Cannes, 2011.

Dans les années 2000, Vanessa Redgrave s'engage fortement dans la lutte contre la guerre en Irak et pour la fermeture de la prison de Guantanamo qu'elle a comparée en novembre 2007 à un camp de concentration nazi. En 2004, Vanessa et Corin Redgrave fondent leur propre parti politique, le Peace and Progress Party, présenté comme un mouvement de défense des droits de l'homme : le Peace and Progress Party a présenté trois candidats lors des élections législatives de 2005, obtenant des résultats négligeables.

## Théâtre
Depuis 1958, Vanessa Redgrave se produit régulièrement sur scène notamment dans des pièces de William Shakespeare, mais aussi, par exemple, dans :
- 2003 : Le Long Voyage vers la nuit de Eugene O'Neill
- 2007 : L'Année de la pensée magique de Joan Didion
- 2011 : Miss Daisy et son chauffeur de Alfred Uhry

## Filmographie

### Cinéma
- 1958 : Behind the Mask de Brian Desmond Hurst : Pamela Benson Gray

#### Années 1960
- 1966 : Un homme pour l'éternité (A Man for All Seasons) de Fred Zinnemann : Anne Boleyn
- 1966 : Le Marin de Gibraltar (The Sailor from Gibraltar) de Tony Richardson : Sheila
- 1966 : Blow-Up de Michelangelo Antonioni : Jane
- 1966 : Morgan (Morgan: A Suitable Case for Treatment) de Karel Reisz : Leonie Delt
- 1967 : Camelot de Joshua Logan : Guenièvre
- 1967 : Red and Blue de Tony Richardson : Jacky
- 1968 : La Charge de la brigade légère (The Charge of the Light Brigade) de Tony Richardson : Mme Clarissa Morris
- 1968 : Isadora de Karel Reisz : Isadora Duncan
- 1968 : Un coin tranquille à la campagne (Un tranquillo posto di campagna) de Elio Petri : Flavia
- 1968 : La Mouette (The Seagull) de Sidney Lumet : Nina
- 1969 : Ah Dieu ! que la guerre est jolie (Oh What a Lovely War !) de Richard Attenborough : Sylvia Pankhurst

#### Années 1970
- 1970 : Dropout de Tinto Brass : Mary
- 1970 : Les Diables (The Devils) de Ken Russell : sœur Jeanne des Anges
- 1971 : Les Troyennes (The Trojan women) de Michael Cacoyannis : Andromaque
- 1971 : Marie Stuart, Reine d'Écosse (Mary, Queen of Scots) de Charles Jarrott : Marie, reine d'Écosse
- 1972 : La vacanza de Tinto Brass : Immacolata Meneghelli
- 1974 : Le Crime de l'Orient-Express (Murder on the Orient Express) de Sidney Lumet : Mary Debenham
- 1975 : Out of Season d'Alan Bridges : Ann
- 1976 : Sherlock Holmes attaque l'Orient-Express (The Seven Per Cent Solution) de Herbert Ross : Lola Deveraux
- 1977 : Julia de Fred Zinnemann : Julia
- 1979 : Agatha de Michael Apted : Agatha Christie
- 1979 : Le Secret de la banquise (Bear Island) de Don Sharp : Heddi Lindquist

#### Années 1980
- 1980 : Yanks de John Schlesinger : Helen
- 1983 : Sing Sing de Sergio Corbucci : la reine
- 1984 : Les Bostoniennes (The Bostonians) de James Ivory : Olive Chancellor
- 1984 : Steaming de Joseph Losey : Nancy
- 1984 : Blanche-Neige et les Sept Nains (Snow White and the Seven Dwarfs) de Peter Medak : la méchante reine
- 1985 : Wetherby de David Hare : Jean Travers
- 1986 : Comrades de Bill Douglas : Violet Carlyle
- 1987 : Prick Up Your Ears de Stephen Frears : Peggy Ramsay
- 1988 : Consuming Passions de Giles Foster : Mme Garza
- 1989 : Pokhorony Stalina de Yevgeni Yevtushenko : une journaliste anglaise

#### Années 1990
- 1990 : Diceria dell'untore de Beppe Cino : sœur Crucifix
- 1991 : The Ballad of the Sad Café de Simon Callow : Miss Amélia
- 1992 : Retour à Howards End (Howards End) de James Ivory : Ruth Wilcox
- 1993 : La Maison aux esprits (The House of the Spirits) de Bille August : Nívea del Valle
- 1993 : Mother's Boys d'Yves Simoneau : Lydia
- 1993 : Un muro de silencio de Lita Stantic : Kate Benson
- 1994 : Mémoire d'un sourire (Storia di una capinera) de Franco Zeffirelli : sœur Agatha
- 1995 : Little Odessa de James Gray : Irina Shapira
- 1995 : Amours et Jalousies (autre titre Romance sur le lac) (A Month by the Lake) de John Irvin : Miss Bentley
- 1996 : Smilla (Smilla's Sense of Snow) de Bille August : Elsa Lubing
- 1995 : Du vent dans les saules (The Wind in the Willows) de Terry Jones : la grand-mère
- 1996 : Mission impossible de Brian De Palma : Max Mitsopolis
- 1997 : Oscar Wilde (Wilde) de Brian Gilbert : Lady Sperenza Wilde
- 1997 : Déjà Vu de Henry Jaglom : Skelly
- 1997 : Mrs Dalloway de Marleen Gorris : Clarissa Dalloway
- 1998 : Deep Impact de Mimi Leder : Robin Lerner
- 1998 : Lulu on the Bridge de Paul Auster : Catherine Moore
- 1998 : Broadway, 39e rue (Cradle Will Rock) de Tim Robbins : comtesse Constance LaGrange
- 1998 : Le Clandestin de Carlo Gabriel Nero : Mme Ruttenburn
- 1999 : La Rumeur des anges de Peter O'Fallon : Maddy Bennett
- 1999 : Mirka de Rachid Benhadj : Kalsan

#### Années 2000
- 2000 : The Three Kings de Shaun Mosley : la prêtresse
- 2000 : Escape to Life: The Erika and Klaus Mann Story de Wieland Speck et Andrea Weiss : la narratrice
- 2000 : Une vie volée (Girl, Interrupted) de James Mangold : Dr Sonia Wick
- 2000 : Sex Revelations de Jane Anderson : Edith Tree
- 2001 : The Pledge de Sean Penn : Annalise Hansen
- 2002 : Crime and Punishment de Menahem Golan : la mère de Rodion
- 2004 : The Fever de Carlo Gabriel Nero : une femme
- 2005 : The Keeper: The Legend of Omar Khayyam de Kayvan Mashayekh : miss Sangorski
- 2005 : Short Order d'Anthony Byrne : Marianne
- 2005 : La Comtesse blanche (The White Countess) de James Ivory : princesse Vera Belinskya
- 2006 : Le Voleur de Venise (The Thief Lord) de Richard Claus : sœur Antonia
- 2007 : The Riddle (en) de Brendan Foley : Roberta Elliot
- 2007 : How About You (en) d'Anthony Byrne : Georgia Platts
- 2007 : Venus de Roger Michell : Valerie
- 2007 : Le Temps d'un été (Evening) de Lajos Koltai : Ann Lord
- 2007 : Reviens-moi (Atonement) de Joe Wright : Briony âgée
- 2009 : Identity of the Soul de Thomas Hoegh : la narratrice

#### Années 2010
- 2010 : Lettres à Juliette (Letters to Juliet) de Gary Winick : Claire
- 2010 : Animaux et Cie (Konferenz der Tiere) de Reinhard Klooss et Holger Tappe : Winifred (voix)
- 2010 : Miral de Julian Schnabel : Bertha Spafford
- 2011 : Anonymous de Roland Emmerich : Élisabeth Ire d'Angleterre
- 2011 : Ennemis jurés (Coriolanus) de Ralph Fiennes : Volumnia
- 2011 : Cars 2 de John Lasseter et Bradford Lewis : la reine / Mama Topolino (voix)
- 2011 : Seule contre tous (The Whistleblower) de Larysa Kondracki : Madeleine Rees
- 2012 : Song for Marion de Paul Andrew Williams : Marion
- 2012 : The Last Will and Testament of Rosalind Leigh de Rodrigo Gudiño : Rosalind Leigh
- 2013 : Le Majordome (The Butler) de Lee Daniels : Annabeth Westfall
- 2014 : Foxcatcher de Bennett Miller : Joan du Pont
- 2016 : Le Testament caché (The Secret Scripture) de Jim Sheridan : Rosemary McNulty âgée
- 2017 : Film Stars Don't Die in Liverpool de Paul McGuigan : Jeanne McDougall
- 2019 : Georgetown de Christoph Waltz : Elsa Brecht
- 2019 : Mrs Lowry and Son d'Adrian Noble : Elizabeth Lowry

### En tant que réalisatrice
- 2017 : Sea Sorrow

### Télévision

#### Téléfilms
- 1959 : Le Songe d'une nuit d'été (A Midsummer Night's Dream) : Helena
- 1963 : As You Like It : Rosalind
- 1980 : Playing for Time : Fania Fenelon
- 1982 : My Body, My Child : Leenie Cabrezi
- 1986 : Le Choix (Second Verve) : Richard Radley/Renee Richards
- 1988 : Un homme pour l'éternité (A Man for All Seasons) : Lady Alice More
- 1990 : Orpheus Descending (en) : Lady Torrance
- 1991 : Qu'est-il arrivé aux sœurs Hudson ? (téléfilm) : Blanche Hudson
- 1991 : Intrigues impériales (Young Catherine) de Michael Anderson : l'impératrice Élisabeth
- 1993 : L'Envol de Gabrielle (Great Moments in Aviation) : Dr Angela Bead
- 1993 : They : Florence Latimer
- 1995 : Down Came a Blackbird : Anna Lenke
- 1996 : Deux mères pour un enfant (Two Mothers for Zachary) : Nancy Shaffell
- 1996 : The Willows of Winter : la grand-mère
- 1997 : Les Charmes de la vengeance (Bella Mafia) : Graziella Luciano
- 2000 : Sex Revelations de Jane Anderson : Edith
- 2001 : Jack et le Haricot magique (Jack and the Beanstalk: The Real Story) de Brian Henson : comtesse Wilhelmina / narratrice
- 2002 : The Gathering Storm : Clemmie Churchill
- 2002 : The Locket : Esther Huish
- 2003 : Byron : Lady Melbourne
- 2006 : Les Pêcheurs de coquillages (The Shell Seekers) : Penelope Keeling
- 2008 : Ein Job : Hannah Silbergrau

#### Séries télévisées
- 1960 : BBC Sunday-Night Play : Monica Claverton-Ferry
- 1964 : First Night : Maggie
- 1964 : Armchair Theatre : Sally
- 1966 : A Farewell to Arms (en) : Catherine Barkley
- 1973 : A Picture of Katherine Mansfield : Katherine Mansfield
- 1983 : Wagner de Tony Palmer : Cosima von Bulow
- 1985 : American Playhouse : Sarah Cloyce
- 1986 : Pierre le Grand (Peter the Great) de Marvin Chomsky : Sophia
- 1992 : Les Aventures du jeune Indiana Jones (The Young Indiana Jones Chronicle) : la mère de Vicky
- 2004-2009 : Nip/Tuck : Dr Erica Noughton
- 2009 : Le Jour des Triffides (The Days of the Triffids) : Durrant
- 2012 : Political Animals : Diane Nash
- 2012 : Call the Midwife : Jenny âgée

## Distinctions

### Récompenses
- British Academy Television Awards 1966 : Meilleure actrice.
- Festival de Cannes 1966 : Prix d'interprétation féminine pour Morgan
- Festival de Cannes 1969 : Prix d'interprétation féminine pour Isadora
- David di Donatello Awards 1972 : Meilleure actrice pour Marie Stuart, reine d'Écosse
- Golden Globes 1978 : Meilleure actrice dans un second rôle pour Julia
- Oscars 1978 : Meilleure actrice dans un second rôle pour Julia
- Primetime Emmy Awards 1981 : Meilleure actrice dans une mini-série ou un téléfilm pour Playing for Time
- New York Film Critics Circle Awards 1988 : Meilleure actrice dans un second rôle pour Prick Up Your Ears
- Primetime Emmy Awards 1994 : Meilleure actrice dans un second rôle dans une mini-série ou un téléfilm pour Intrigues impériales
- Mostra de Venise 1994 : Meilleure actrice dans un second rôle pour Little Odessa
- Golden Globes 2000 : Meilleure actrice dans un second rôle dans une série, une mini-série ou un téléfilm pour Sex Revelations
- Primetime Emmy Awards 2000 : Meilleure actrice dans un second rôle dans une mini-série ou un téléfilm pour Sex Revelations
- Screen Actors Guild Awards 2000 : Meilleure actrice dans une mini-série ou un téléfilm pour Sex Revelations
- Tony Awards 2003 : Meilleure actrice pour Le Long Voyage vers la nuit
- London Film Critics Circle Awards 2008 : Meilleure actrice dans un second rôle pour Reviens-moi
- BAFA 2010 : BAFTA d'honneur
- British Independent Film Awards 2011 : Meilleure actrice dans un second rôle pour Ennemis jurés

### Nominations
- British Academy Film Awards 1967 : Meilleure actrice pour Morgan
- Golden Globes 1967 : Meilleure actrice dans un film musical ou une comédie pour Morgan
- Oscars 1967 : Meilleure actrice pour Morgan
- Golden Globes 1968 : Meilleure actrice dans un film musical ou une comédie pour Camelot
- Oscars 1969 : Meilleure actrice pour Isadora
- Golden Globes 1972 : Meilleure actrice pour Marie Stuart, reine d'Écosse
- Oscars 1972 : Meilleure actrice pour Marie Stuart, reine d'Écosse
- Golden Globes 1985 : Meilleure actrice pour Les Bostoniennes
- Oscars 1985 : Meilleure actrice pour Les Bostoniennes
- Golden Globes 1987 : Meilleure actrice dans une mini-série ou un téléfilm pour Le Choix
- Primetime Emmy Awards 1987 :
  - Meilleure actrice dans une mini-série ou un téléfilm pour Le Choix
  - Meilleure actrice dans un second rôle dans une mini-série ou un téléfilm pour Pierre le Grand
- British Academy Film Awards 1988 : Meilleure actrice dans un second rôle pour Prick Up Your Ears
- Golden Globes 1988 : Meilleure actrice dans un second rôle pour Prick Up Your Ears
- Golden Globes 1989 : Meilleure actrice dans une mini-série ou un téléfilm pour Un homme pour l'éternité (en)
- Oscars 1993 : Meilleure actrice dans un second rôle pour Retour à Howards End
- Golden Globes 1996 : Meilleure actrice  pour Romance sur le lac
- Golden Globes 1997 : Meilleure actrice dans une mini-série ou un téléfilm pour Les Charmes de la vengeance
- Satellite Awards 2001 : Meilleure actrice dans une mini-série ou un téléfilm pour Sex Revelations
- British Academy Television Awards 2003 : Meilleure actrice pour The Gathering Storm
- Golden Globes 2003 : Meilleure actrice dans une mini-série ou un téléfilm pour The Gathering Storm
- Primetime Emmy Awards 2003 : Meilleure actrice dans une mini-série ou un téléfilm pour The Gathering Storm
- Satellite Awards 2003 : Meilleure actrice dans une mini-série ou un téléfilm pour The Gathering Storm
- Screen Actors Guild Awards 2003 : Meilleure actrice dans une mini-série ou un téléfilm pour The Gathering Storm
- Critics' Choice Movie Awards 2008 : Meilleure actrice dans un second rôle pour Reviens-moi
- Screen Actors Guild Awards 2008 : Meilleure actrice dans un téléfilm ou dans une minisérie pour The Fever
- Satellite Awards 2011 : Meilleure actrice dans un second rôle pour Lettres à Juliette
- Satellite Awards 2012 : Meilleure actrice dans un second rôle pour Ennemis jurés